# Jim Reeves
James Travis Reeves (20-08-1923 – 31-07-1964) là một ca sĩ/nhạc sĩ đồng quê và nhạc pop nổi tiếng trong thập kỷ 50 và 60 trên nước Mỹ và toàn thế giới. Được biết đến với nghệ danh "Gentleman Jim", các bài hát của ông vẫn đứng đầu bảng xếp hạng sau khi ông qua đời ở tuổi 40 trong một tai nạn máy bay.

## Tiểu sử
Jim Reeves sinh ra ở Galloway, Texas, Hoa Kỳ, trong một làng nhỏ gần Carthage. Nhận được học bổng thể dục tại trường Đại học Texas, ông tham gia học ngành kịch nghệ nhưng đã bỏ học sau 6 tuần để làm việc tại xưởng đóng tàu tại Houston. Chẳng bao lâu sau, ông quay trở lại với môn bóng bầu dục chơi cho các đội bóng bán chuyên trước khi ký hợp đồng chuyên nghiệp với đội nông trại St. Louis Cardinals vào năm 1944 ở vị trí cánh phải. Ông đã phải chấm dứt sự nghiệp thể thao của mình và độ bóng ba năm sau khi bị chấn thương nặng ở mắt cá.
Reeves bắt đầu làm DJ và hát giữa các bài DJ. Cuối thập kỷ 40, ông ký một vài hợp đồng ghi âm nhỏ ở Texas nhưng không thành công. Bị ảnh hưởng bởi các ca sĩ nhạc swing miền Tây như Jimmie Rodgers và Moon Mullican, cũng như Bing Crosby, Eddy Arnold và Frank Sinatra, ông nhanh chóng có một chỗ đứng trong ngành âm nhạc. Reeves trở thành thành viên của nhóm nhạc Moon Mullican và có một vài bài hát theo phong cách Mullican như "Mỗi nhịp trái tim tôi -Each Beat of my Heart" và 'Tim tôi như thảm lau chân trước cửa - My Heart's Like a Welcome Mat từ cuối thập kỷ 40 và tới đầu thập kỷ 50
Cuối cùng, ông làm việc như là một phát thanh viên của kênh KWKH-AM tại Shreveport, Louisiana. Sự nghiệp âm nhạc của ông thực sự bắt đầu khi ca sĩ Sleepy LaBeef tới muộn cho buổi biểu diễn tại Hayride, theo MC của Hayride MC Frank Page, và Reeves được yêu cầu hát thế. (Theo các thông tin khác và cả của Reeves, trong buổi phỏng vấn về album RCA Yours Sincerely—Hank Williams chính là người vắng mặt.)

### Thành công bước đầu ở thập kỷ 50
Các bài hát thành công đầu tiên của Reeves ở thể loại đồng quê bao gồm "Anh yêu em vì - I Love You Because" (hát chung với Ginny Wright), "Mexican Joe", "Bimbo" và các bài hát khác trên đĩa của Fabor và Abbott. Ông ghi một album duy nhất cho Abbott vào năm 1955: "Jim Reeves Sings"(Abbott 5001). Cuối cùng, sau khi chán ngán với các quy định áp buộc, Reeves tham gia làm việc cho RCA Victor. Năm 1955, Reeves ký hợp đồng ghi âm 10 năm với Stephen H. Sholes người sản xuất đĩa đầu tiên của Reeves cho RCA và cũng là người ký hợp đồng với Elvis Presley vào năm đó.
Trong các đĩa RCA đầu tiên, Reeves vẫn hát với kiểu ầm ỹ của các ghi âm đầu tiên theo cách được coi là chuẩn của nhạc đồng quê tại thời điểm đó. Sau đó, ông hát nhỏ và dịu hơn, sử dụng âm điệu thấp và hát gần như chạm vào microphone. Ban đầu, việc này bị phản đối mạnh mẽ tại RCA nhưng tới năm 1957, với sự hỗ trợ của nhà sản xuất Chet Atkins, ông áp dụng cách này cho bài hát mẫu về thất tình được viết từ góc nhìn của phụ nữ (và cho nữ ca sĩ) "Four Walls" không chỉ chiếm vị trí đầu tiên trên bảng xếp hạng đồng quê mà còn chiếm vị trí thứ 11 trong bảng nhạc phổ biến. Reeves không chỉ mở cửa để được tiếp nhận rộng rãi hơn cho các ca sĩ đồng quê khác mà còn đẩy một phong cách nhạc đồng quê mới: sử dụng đàn violin và các sắp đặt hậu cảnh sang trọng sau đó được gọi là Âm thanh Nashville.
Reeves được biết đến là người hát thánh ca nhờ giọng ấm và êm dịu. Các bài hát nổi tiếng nhờ sự thanh nhã đơn giản được thể hiện bằng giọng baritone. Các bài hát "Tạm biệt bạn - Adios Amigo", "Chào mừng tới thế giới của tôi - Welcome To My World", và "Phải chăng anh đang mất em - Am I Losing You?" thể hiện cách tiếp cận này. Các bài hát giáng sinh đã trở thành vĩnh cửu như "Chùm chuông bạc - Silver Bells", "Giáng sinh buồn - Blue Christmas" và "Thiệp giáng sinh cũ - An Old Christmas Card".

### Đầu thập niên 60 và nổi tiếng toàn cầu
Reeves đạt được thành công vang dội nhất với nhạc phẩm của Joe Allison "Anh ta sẽ phải ra đi - He'll Have to Go", một thành công trên cả bảng đồng quê và bảng nhạc pop và đã mang lại cho Reeves một đĩa platinum. Được tung ra cuối năm 1959, bài hát này đứng thứ nhất trên Billboard's Hot C&W Sides vào 8-2-1960 và ở trên bảng xếp hạng này trong 14 tuần liên tiếp. Nhà sử học nhạc đồng quê Bill Malone ghi nhận rằng về nhiều khía cạnh đây là một bài hát truyền thống nhưng các sắp đặt và điệp khúc đã đặt bài hát vào động mạch của nhạc pop. Thêm vào đó, Malone ca ngợi giọng thấp của Reeves được hạ xuống mức tối thiểu mà một người có thể đạt được.
Reeves đạt được danh tiếng trên quốc tế trong suốt thập kỷ 60, đôi khi còn vượt qua thành công của ông tại Mỹ.

#### Nam Phi
Đầu thập kỷ 60, Reeves còn nổi tiếng hơn cả Elvis Presley tại Nam Phi và ghi nhiều đĩa bằng tiếng Afrikaans. Năm 1963, Reeves lưu diễn và đóng một bộ phim Nam Phi với tựa đề "Kimberley Jim". Bộ phim được công chiếu với lời giới thiệu và kết thúc đặc biệt tại các rạp của Nam Phi sau khi Reeves qua đời và ca ngợi Reeves là người bạn đặc biệt của đất nước. Bộ phim do Emil Nofal viết kịch bản, đạo diễn và sản xuất. Reeves đặc biệt nổi tiếng với người Zulu và được biết đến với tên Vua Jim và Jim Lớn (vì chiều cao 1m85 của ông).

#### Anh Quốc
Reeves công diễn Britain và Ireland năm 1963 giữa các chuyến công diễn Nam Phi và châu Âu. Reeves và nhóm nhạc The Blue Boys ở Ireland từ 30 tháng 5 tới 19 tháng 6 năm 1963 cùng với lưu diễn cho các căn cứ quân sự Mỹ từ 10 tháng 6 tới 15 tháng 6 khi họ trở lại Ireland. Họ diễn ở hầu hết các hạt ở Ireland dù Reeves thỉnh thoảng rút ngắn buổi trình diễn vì không hài lòng với đàn piano. Vào ngày 6 tháng 6 năm 1993, Reeves thực hiện phỏng vấn với tạp chí Spotlight và thể hiện rằng ông lo lắng về kế hoạch lưu diễn và tình trạng chiếc piano nhưng hài lòng với khán giả.
Ông lập kế hoạch ghi âm một album về các bài hát tiếng Ireland nổi tiếng và đã có ba bài hát đứng thứ nhất tại Ireland năm 1993 và 1994: "Welcome to My World," "I Love You Because," và "I Won't Forget You." Reeves có 11 bài hát đứng trong bảng xếp hạng của Ireland từ năm 1992 tới 1997. Ông cũng đã ghi âm 2 bài hát của Ireland "Danny Boy" và "Maureen."
Ông được phép trình diễn tại Ireland do Cục quản lý nhạc sĩ Ireland cấp phép với điều kiện ông chia doanh thu với các ban nhạc của Ireland. Cục quản lý nhạc sĩ Anh quốc không cho phép ông trình diễn tại Anh do không có thỏa thuận cho các ban nhạc Anh tới Mỹ để trao đổi với việc ban nhạc Blue Boys chơi tại Anh. Tuy vậy, Reeves vẫn xuất hiện trên đài và TV của Anh.
Công ty du lịch Thomson Holidays của anh đã sử dụng bài "Welcome to My World" trong chương trình quảng cáo trong suốt nửa đầu của năm 2009.

#### Na Uy
Reeves tới Njårdhallen, Oslo vào ngày 16 tháng 4 năm on 16 tháng 4 năm 1964 cùng với Bobby Bare, Chet Atkins, nhóm nhạc Blue Boys và The Anita Kerr Singers. Họ tổ chức hai buổi hòa nhạc và buổi thứ hai được truyền hình và ghi lại bởi mạng NRK của Nauy. Tuy vậy việc ghi hình không được thực hiện trong toàn bộ buổi hòa nhạc. Có nhiều tin đồn là Reeves đã trình diễn bài "You're the Only Good Thing (That's Happened To Me)" trong buổi này. Chương trình được phát lại nhiều lần trong nhiều năm.
Thành công của Reeves ở Na Uy, "He'll Have to Go," đạt vị trí thứ nhất trong bảng Top Ten và giữ vị trí thứ nhất trong suốt 29 tuần. "I Love You Because" là thành công lớn nhất tại Na Uy đạt vị trí thứ nhất năm 1964 và ở đó trong suốt 39 tuần. Album của Reeves có tổng cộng 696 tuần ở bảng Top 20 của Na Uy và giúp ông thành ca sĩ nổi tiếng nhất trong lịch sử Na Uy.

### Tai nạn máy bay và qua đời
Ngày 31 tháng 7 năm 1964, Reeves và cộng sự Dean Manuel (đồng thời là người chơi Piano trong nhóm dự phòng của Reeves) rời Batesville, Arkansas trên đường tới Nashville trên máy bay một động cơ Beechcraft Debonair với Reeves là người lái chính. Hai người vừa hoàn thành một thương vụ về bất động sản (Reeves trước đó đã không thành công trong việc mua bất động sản của gia đình LaGrone family ở Deadwood, Texas).
Khi bay ngang bầu trời Brentwood, Tennessee, họ gặp một cơn bão mạnh. Điều tra sau này cho thấy máy bay nhỏ của họ mắc bão và Reeves đã bị hội chứng mất định hướng không gian. Người ta cho rằng Reeves đã bay ngược chúc đầu xuống đất và vì vậy, khi cố gắng nâng độ cao để thoát khỏi cơn bão, Reeves đã đâm xuống đất. Máy bay mất khỏi màn hình radar vào khoảng 5h30 chiều và liên lạc radio cũng không thành công. Khoảng 42 giờ sau, khi máy bay được tìm thấy, động cơ và mũi cắm vào đất do ảnh hưởng của va chạm. Địa điểm tai nạn là một rừng cây của Brentwood và chỉ cách sân bay quốc tế Nashville International Airport nơi Reeves định hạ cánh. Một điều trùng hợp ngẫu nhiên là cả Reeves và Randy Hughes, phi cơ của máy bay tử nạn chở Patsy Cline cùng do một thầy đào tạo.
Sáng ngày 2 tháng 8 năm 1968, xác của Reeves và Manuel được tìm thấy từ xác máy bay. 1 giờ chiều, các đài phát thanh toàn nước mỹ công bố cái chết của Reeves. Hàng ngàn người đã tham dự lễ tang vào ngày 4 tháng 8. Quan tài được phủ bằng hoa từ người hâm mộ được diễu qua các phố của Nashville trước khi tới nơi ản nghỉ gần Carthage, Texas.

## Huyền thoại
Reeves được bầu vào Danh sách Danh dự nhạc đồng quê năm 1967 trong đó tưởng nhớ tới ông rằng Phong cách êm dịu của Gentelment Jim đã trở thành ảnh hưởng toàn cầu. Chất giọng trầm ấm của ông đã mang lại hàng triệu người hâm mộ mới về nhạc đồng quê từ khắp nơi trên thế giới. Dù tai nạn máy bay đã cướp đi mạng sống của ông, các thế hệ sau sẽ giữ tên tuổi của ông sống mãi vì họ sẽ luôn nhớ ông là một trong những nghệ sĩ nhạc đồng quê quan trọng nhất
Năm 1998, Reeves được đưa vào Danh sách danh dự nhạc đồng quê Texas tại Carthage, Texas cũng là nơi đặt đài tưởng niệm Reeves. Bia đá trên đài tưởng nhớ khắc chữ: " Nếu tôi, một ca sĩ khiêm nhường, làm khô một giọt nước mắt hay làm dịu một trái tim đau khổ, thì những câu hát sẽ không thành vô ích và những lời ca mộc mạc của tôi về Chúa đã có ý nghĩa.

### Phát hành sau khi chết
Các đĩa của Reeves vẫn bán rất chạy sau khi ông chết. Vợ góa của ông, Mary, tiếp tục kết hợp các bài hát chưa phát hành với các bài hát trước đó (ghép các phần phối khí mới với giọng của Reeves) và tạo ra một các thường xuyên các album "mới" sau khi chồng qua đời. Bà cũng mở Bảo tàng Jim Reeves ở Nashville từ đầu thập kỷ 80 tới năm 1996.
Năm 1996, Đĩa đơn Distant Drums vươn lên tới vị trí thứ nhất trong bảng đĩa đơn của Anh Quốc và ở vị trí này trong suốt 6 tuần, vượt qua cả sự cạnh tranh của bài hát Yellow Submarine của ban nhạc Beatles và đĩa đôi Yellow Submarine|Eleanor Rigby và Small Faces, All or Nothing. Distant Drums cũng cản đường các nhạc sĩ còn sống trên bảng Anh Quốc và tồn tại trong bảng Anh Quốc trong suốt 45 tuần cũng như vươn tới đầu bảng nhạc đồng quê Mỹ. Bài hạt được ghi âm cho tác giả Cindy Walker cho mục đích sử dụng cá nhân và đã được Chet Atkins và RCA Records cho là "không phù hợp" cho phát hành ra công chúng. Ở Anh quốc, bài hát này được nhận giải Bài hát của năm năm 1966 và Reeves là nghệ sĩ Mỹ đầu tiên nhận được vinh dự này.
Các album của Reeves với các bài hát nổi tiếng và chuẩn tiếp tục bán chạy. "Bộ sưu tập đầy đủ" đạt vị trí 21 trong bảng xếp hạng album của Anh quốc tháng 7 năm 2003 và "Ký ức được tạo ra từ điều này" đạt vị trí thứ 35 tháng 7 năm 2004. Hãng đĩa Gia đình Bear sản xuất bộ 16 CD về các bài hát của Reeves ghi âm tại studio cũng như phát trên đài phát thanh và làm mẫu. Năm 2007, hãng này tung ra bộ đĩa "Nashville stars on tour" chứa các âm thanh và hình ảnh của chuyến lưu diễn châu âu của RCA vào tháng 4 năm 1964 trong đó Reeves đóng vai trò chính. Đầu năm 2009, công ty du lịch Thomson Holidays đã đưa bài hát "Welcome to My World" vào các quản cáo trên TV và điều này cũng giúp Reeves tăng sự nổi tiếng của mình. Một bộ CD mới "The very best of Jim Reeves' đạt vị trí thứ 8 trong bảng xếp hạng album của Anh quốc tháng 5 năm 2009 và là album đầu tiên của Reeves lọt vào danh sách Top 10 kể từ năm 1992. Điều ngạc nhiên là album của những bài hát được ưa thích của Reeves được ở cùng với các bài hát đương đại sau 45 năm khi ông qua đời. Điều này cũng chứng tỏ giá trị thương mại của Reeves và các bài hát ít được biết đến vẫn có thể được bán cho đại chúng nếu được quảng cáo và tiếp thị tốt.
Kể từ năm 2003, hãng VoiceMasters của Mỹ đã phát hành hơn 80 bài hát chưa từng công bố trước đó của Reeves bao gồm các bài hát mới cũng như các bài hát cũ được thu nhiều lần. Trong số đó có I'm a hit again bài hát cuối cùng ông thu tại phòng thu trong hầm nhà vài ngày trước khi chết. VoiceMasters thu lại bài này từ chính phòng thu tại hầm đó giờ đã thuộc sở hữu của một nhà phát hành Nashville. Những người hâm mộ Reeves đã liên tục yêu cầu BMG và Bear phát hành lại các bài hát đã ghép lại sau khi ông chết nhưng chưa xuất hiện trên CD.

### Ấn Độ và Sri Lanka
Reeves có số lượng đông đảo người hâm mộ tại Ấn Độ và Sri Lanka kể từ thập kỷ 60 và được coi là ca sĩ hát tiếng Anh nổi tiếng nhất mọi thời đại ở Sri Lanka. Các bài hát Thánh ca giáng sinh của Reeves đặc biệt phổ biến và các cửa hàng đĩa vẫn tiếp tục bán cassette hay CD của Reeves. Hai bài hát There's a heartache following me và Welcome to my world được nhà tiên tri Ấn Độ Meher Baba yêu thích và do đó một thành viên của đạo Baba tên là Pete Townshend của ban nhạc The Who đã ghi âm riêng cho mình một phiên bản của bài "There's a Heartache Following Me" cho album solo đầu tiên "Who Came First" vào năm 1972.